# Sadio Gassama
Pour les articles homonymes, voir Gassama.
Sadio Gassama, né en 1954 à Gory, est un officier général et un homme politique malien. 

## Biographie
Diplômé de la 7e promotion l'école militaire interarmes de Kati en 1978, il est promu colonel en 1997 et général de brigade en 2005. 
Il est chef d'état-major major de la garde nationale de 1992 à 1994. Chef d’État major de l'armée de terre de 1995 à 1999 puis chef d’État major général adjoint des armées en 2001, il devient ministre de la Sécurité intérieure et de la Protection Civile du gouvernement d'Ousmane Issoufi Maïga, de Modibo Sidibé et Cissé Mariam Kaïdama Sidibé sous la présidence d'Amadou Toumani Touré.
Il est nommé ministre de la Défense à l'occasion de l'insurrection au Nord-Mali le 2 février 2012. Le 21 mars 2012, il se rend au camp militaire Soundiata-Keïta de Kati mais doit faire face aux mécontentements des soldats qui quelques heures après renverse le président Amadou Toumani Touré lors d'un coup d'État.
En mars 2016, il devient le premier ambassadeur du Mali au Tchad.